# Porodaedalea niemelaei
Porodaedalea niemelaei är en svampart som beskrevs av M. Fisch. 2000. Porodaedalea niemelaei ingår i släktet Porodaedalea och familjen Hymenochaetaceae.   Inga underarter finns listade i Catalogue of Life.